# Weston-on-the-Green
Weston-on-the-Green est une paroisse civile et un village de l'Oxfordshire, en Angleterre.